# Nathan Mendelsohn

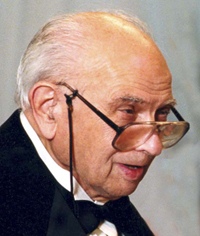
Mendelsohn um 1995

Nathan Saul Mendelsohn (* 14. April 1917 in Brooklyn; † 4. Juli 2006 in Toronto) war ein kanadischer Mathematiker, Professor an der University of Manitoba. Er befasste sich mit Gruppentheorie, Geometrie und Kombinatorik.

## Leben
Mendelsohn zog mit seinen Eltern (jüdischen Einwanderern aus Rumänien und Galizien) 1918 nach Toronto, wo er Mathematik studierte und 1941 bei Richard Brauer und Gilbert de Beauregard Robinson promoviert wurde (A Group-Theoretic Characterization of the General Projective Collineation Group). Als Student nahm er 1938 erfolgreich am Putnam-Wettbewerb teil (ein anderes Team-Mitglied der Universität Toronto war Irving Kaplansky). Im Zweiten Weltkrieg arbeitete er als Kryptologe. 1945 wurde er Professor an der Queen’s University in Kingston und 1947 an der University of Manitoba, wo er bis zu seiner Emeritierung 2005 blieb. Anfang der 1960er Jahre arbeitete er auch für die Rand Corporation.
Die Dulmage-Mendelsohn-Zerlegung zur Erzeugung maximaler Matchings Bipartiter Graphen ist nach ihm benannt. Sie hat Anwendungen in der Gittererzeugung bei Finiten Elementen. Er befasste sich unter anderem mit Steiner-Tripel-Systemen und deren Verallgemeinerungen, orthogonalen Lateinischen Quadraten, Blockplänen, Quasigruppen und Gruppoiden. Für eine Arbeit mit Diane Johnson und A. L. Dulmage von 1961 (Orthomorphisms of groups and orthogonal latin squares, Canad. J. Math., Band 13, 1961, S. 356–372) erhielt er die Tory Medal der Royal Society of Canada. Darin konstruierten sie fünf paarweise orthogonale lateinische Quadrate und kamen (so die Laudatio 1979) näher als irgendjemand sonst an die Lösung des Problems der Konstruktion einer projektiven Ebene zusammengesetzter Ordnung. Seine Anwendung algebraischer Techniken in der Kombinatorik und umgekehrt von Kombinatorik in der Algebra führte zu Begründung eines eigenen Zweiges der Kombinatorik (kombinatorische universelle Algebra).
1969 bis 1971 war er Präsident der Canadian Mathematical Society. Er war Fellow der Royal Society of Canada (1957), deren Henry Marshall Tory Medal er 1979 erhielt. 1999 erhielt er den Order of Canada und 1975 den Jeffery-Williams-Preis.
Anfang der 1950er Jahre war er auch ein preisgekrönter Amateur-Magier, speziell mit Kartentricks (und veröffentlichte auch über Mathematik von Kartentricks). Er war verheiratet und hatte zwei Söhne, von denen Eric Mendelsohn Mathematikprofessor an der Universität Toronto wurde.